# 納羅斯堡 (紐約州)
納羅斯堡（英語：Narrowsburg）是位於美國紐約州沙利文縣的普查規定居民點。

## 人口
根據2020年美國人口普查的數據，納羅斯堡的面積為5.07平方千米，當中陸地面積為4.68平方千米，而水域面積為0.39平方千米。當地共有人口379人，而人口密度為每平方千米74.75人。